# وینیل‌استیلن
وینیل‌استیلن (به انگلیسی: Vinylacetylene) با فرمول شیمیایی C۴H۴ یک ترکیب شیمیایی با شناسه پاب‌کم ۱۲۷۲۰ است. که جرم مولی آن ۵۲٫۰۷۴۵۶ g/mol می‌باشد. شکل ظاهری این ترکیب، گاز بی‌رنگ است.